# Río Snoqualmie
El río Snoqualmie es un río de 45 millas (72 km) de longitud en los condados de King y Snohomish en el estado estadounidense de Washington. Los tres afluentes principales del río son los bifurcaciones norte, medio y sur, que drenan el lado oeste de la Cordillera de las Cascadas cerca de la ciudad de North Bend y se unen cerca de la ciudad de Snoqualmie, justo encima de las cataratas Snoqualmie. Después de las cataratas, el río fluye hacia el norte a través de ricas tierras agrícolas y las ciudades de Fall City, Carnation y Duvall antes de encontrarse con el río Skykomish para formar el río Snohomish cerca de la ciudad de Monroe. El río Snohomish desemboca finalmente en el Estrecho de Puget en Everett. Otros afluentes del río Snoqualmie incluyen el río Taylor y el río Pratt que desembocan en el Middle Fork, el río Tolt, que se une en Carnation, y el río Raging que desemboca a nivel de Fall City.
Muchos de los puntos cabecera del río Snoqualmie se originan como el deshielo dentro del área silvestre de los lagos alpinos. El 8 de agosto de 2007, el representante estadounidense Dave Reichert (WA-08), el ejecutivo del condado de King, Ron Sims, y otros anunciaron una propuesta para expandir Alpine Lakes Wilderness para incluir al valle del río Pratt, un afluente del Middle Fork, cerca de la ciudad de North Bend. La propuesta también le otorgaría al Río Pratt el estatus de río salvaje y paisajístico nacional.

## Bifurcación Sur
El brazo sur del Río Snoqualmie, de aproximadamente 50 km (31 millas) de largo, comienza en la salida un pequeño lago alpino y fluye hacia el sureste antes de girar al suroeste y continuar fluyendo en esa dirección hasta pasada su unión con Denny Creek. Luego fluye hacia el oeste un poco antes de girar hacia el noroeste y continuar en esa dirección general hasta que se fusiona con el río Snoqualmie justo aguas arriba de las cataratas Snoqualmie. Las cataratas caen sobre un total de 6 cascadas (suman 8 si se dividen la última en tres porciones).

## Bifurcación Media

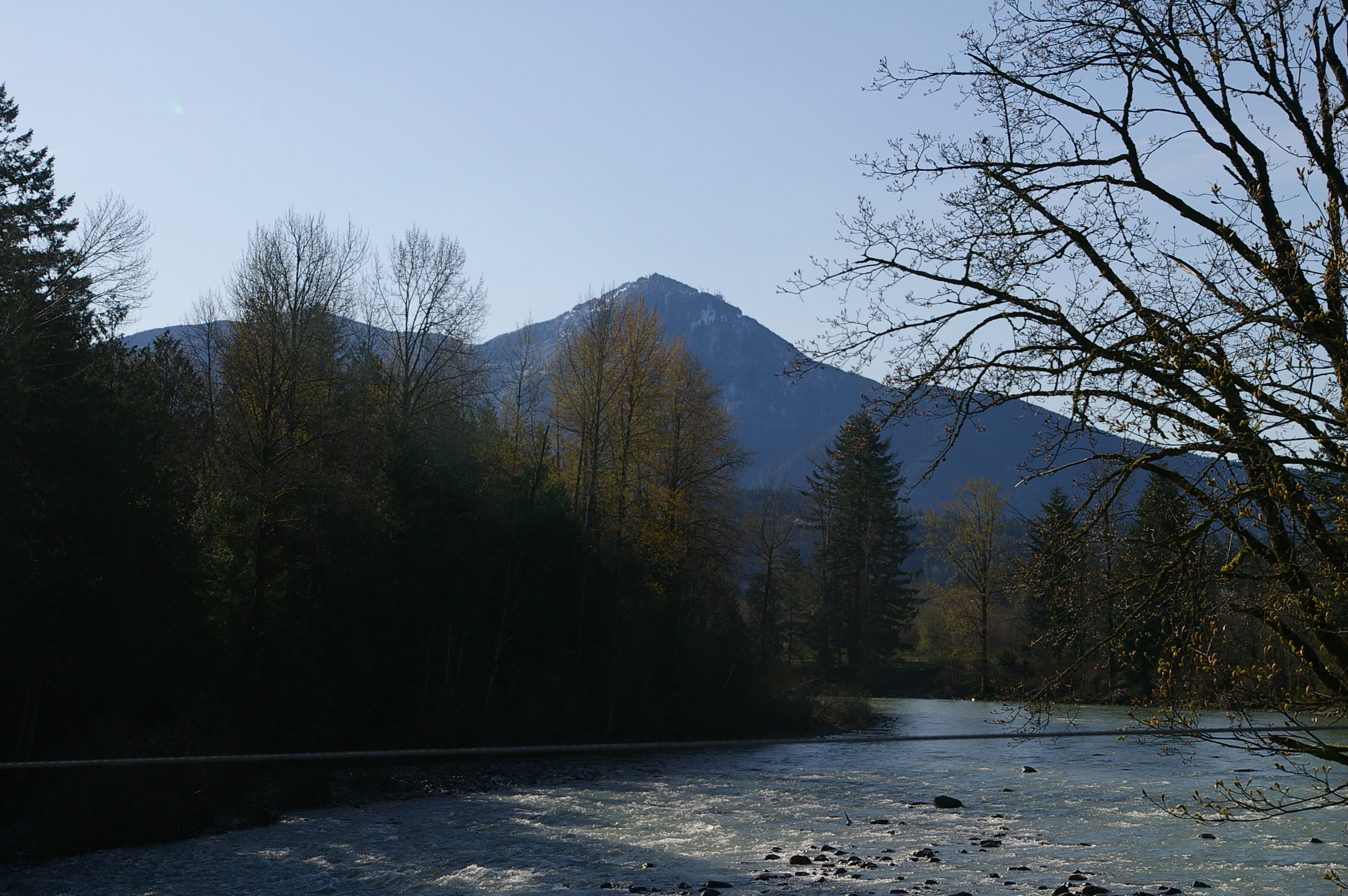
El río Snoqualmie cerca de North Bend. De fondo el monte Washington.

La afluente media del Río Snoqualmie, de aproximadamente 41 millas (66 km) de largo, se origina en Chains Lakes y fluye hacia el sur hasta Williams Lake. Luego toma dirección este hasta que se encuentra con la bifurcación Norte cerca de North Bend. Recibe las aguas del río Taylor y el río Pratt a medio camino entre su nacimiento y su desembocadura. Tiene una cascada importante a lo largo de su curso. Los tramos superiores de los valles de los ríos Middle Fork, Taylor y Pratt se encuentran dentro de los límites del área de Alpine Lakes Wilderness.